# Along the Way
Along the Way è il primo DVD pubblicato dai Bad Religion per la Epitaph Records nel 1993, è stato registrato durante il tour europeo del 1989 e cattura lo spirito dei primi concerti della band nei piccoli locali europei.
Include anche interviste ai membri della band.

## Tracce
1. Suffer
2. Land of Competition
3. 1000 more Fools
4. Doing Time
5. Damned to be Free
6. Latch Key Kids
7. Part II (The Numbers Game)
8. How Much is enough?
9. Along the Way
10. Do what you want
11. Faith in God
12. We're Only gonna Die/Part III
13. Drastic Actions
14. Delirium of Disord

## Formazione
- Greg Graffin - voce
- Brett Gurewitz - chitarra
- Jay Bentley - basso
- Greg Hetson - chitarra
- Pete Finestone - batteria